# ادوارد تاونزند میکس
ادوارد تاونزند میکس (Edward Townsend Mix) یک معمار برجسته آمریکایی بود.

## نگارخانه برخی آثار

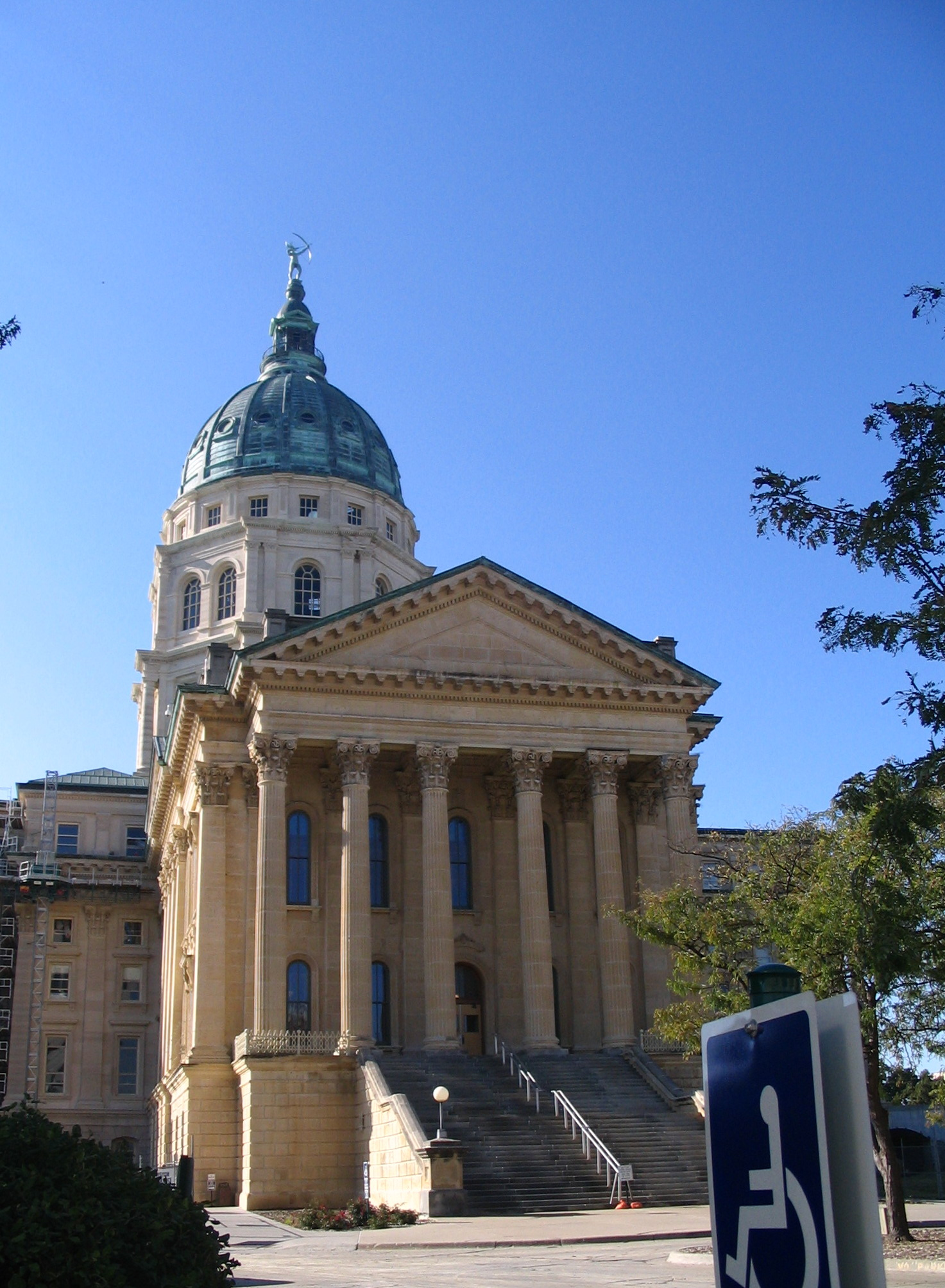
کاپیتول ایالت کانزاس
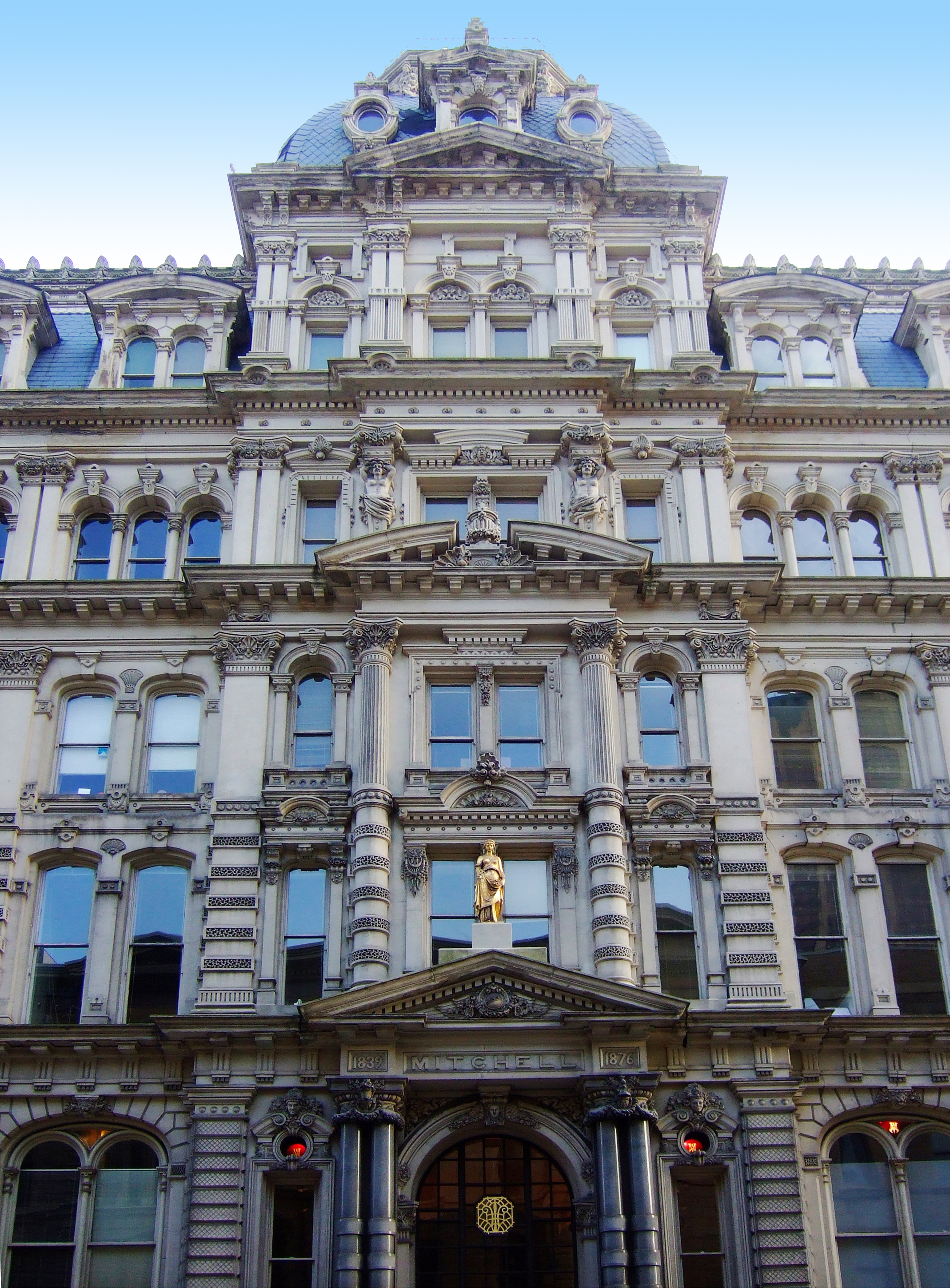
ساختمان میچل ساخت سال ۱۸۷۶ در میلواکی در ویسکانسین
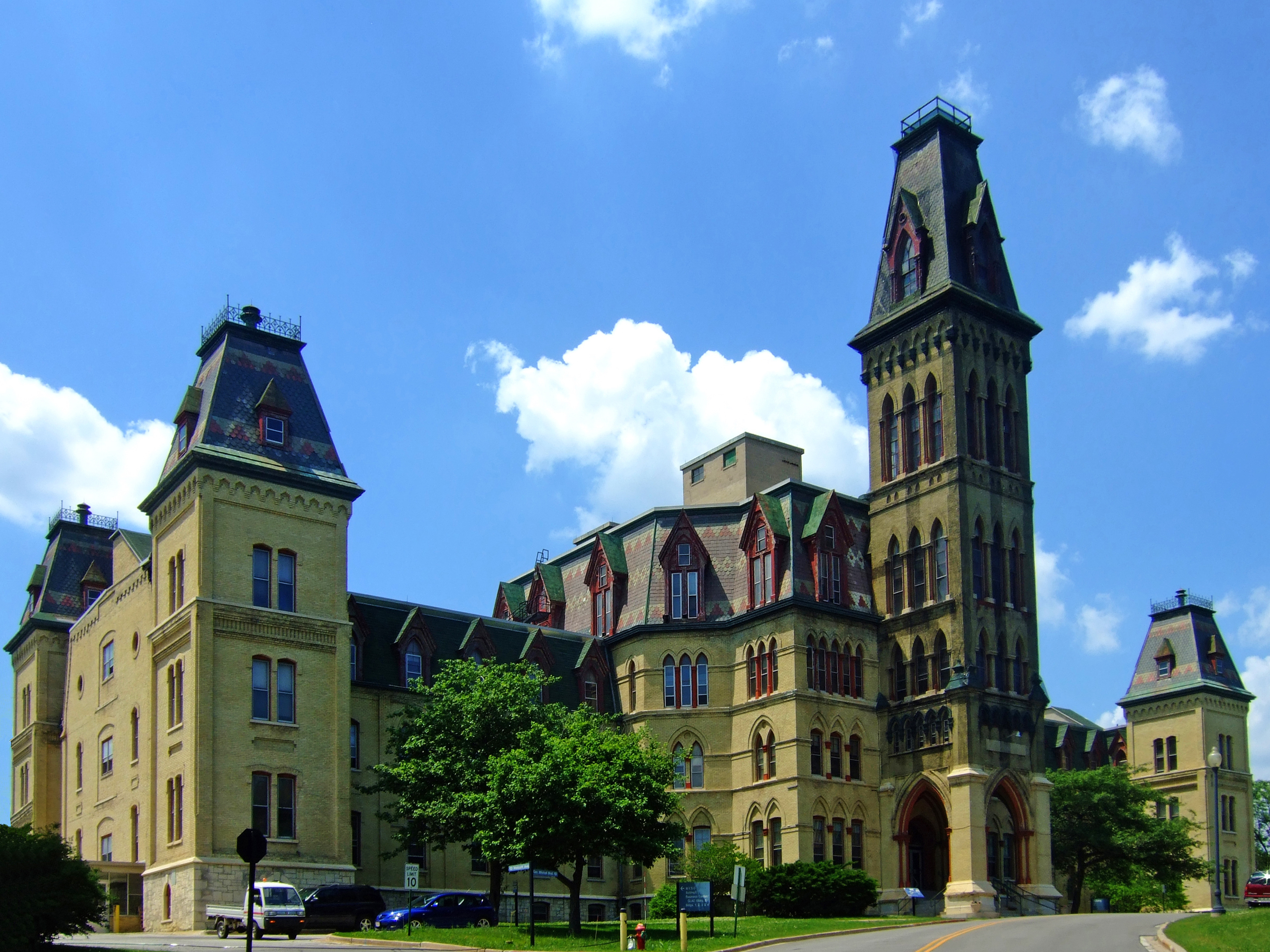
خانه ملی سربازان ساخت سال ۱۸۶۷ میلادی
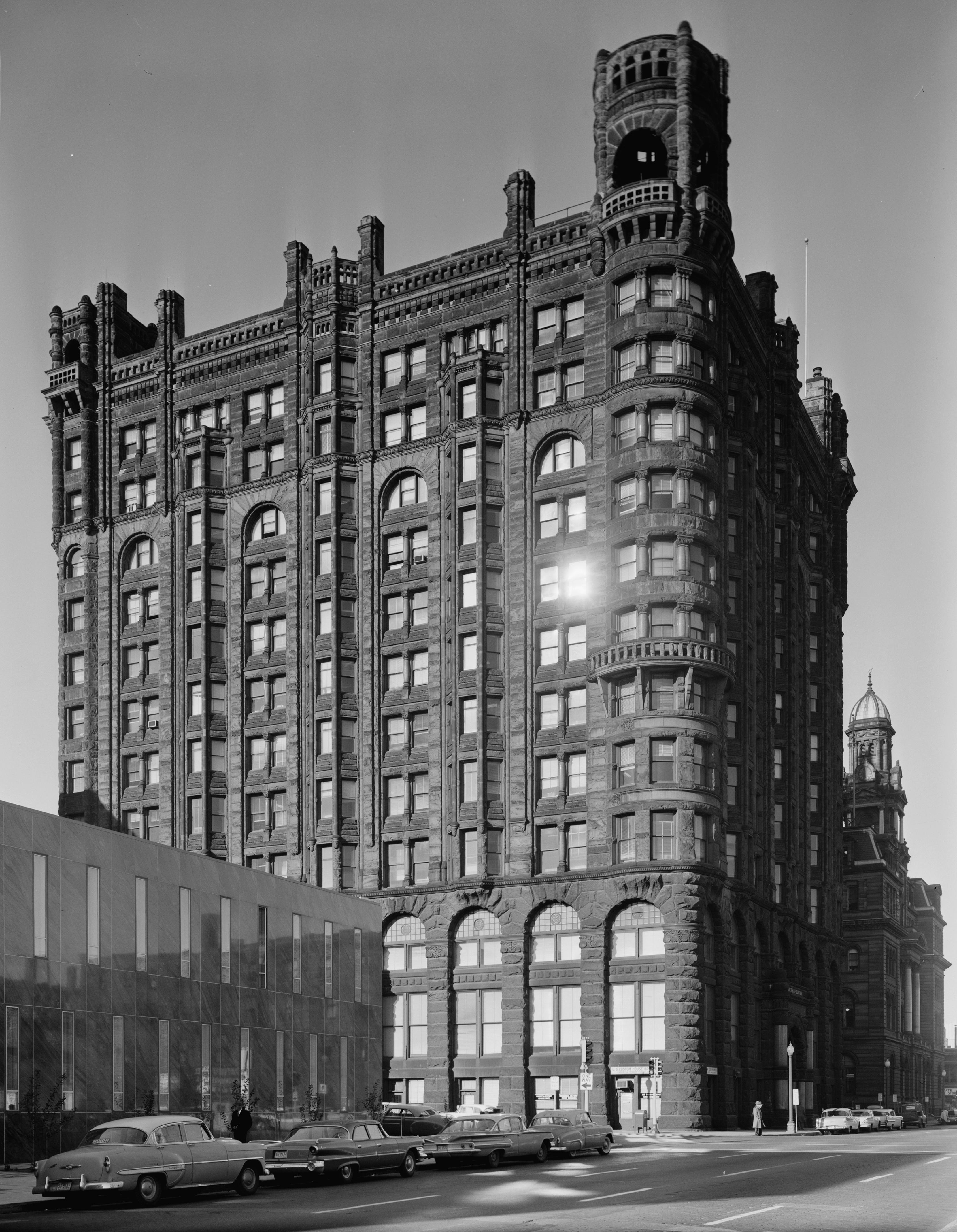
ساختمان متروپالیتن مینیاپولیس ساخت سال ۱۸۸۶ میلادی